# Kevin Lütolf
Kevin Lütolf (nacido en 1986 en Suiza) es un influencer y modelo suizo. Vive en Zúrich.
Kevin Lütolf comenzó su carrera como modelo y creador de contenidos.
En 2019, llegó a la final del programa de competición Guerrero Ninja Suiza de TV24 tras no conseguirlo en 2018.
Se convirtió en uno de los tres embajadores suizos de la marca Mini de BMW en 2019, junto a Lynn Grütter y Renato Mitra.
Para la fundación RoadCross Switzerland, él y otros 24 influencers suizos participaron en una campaña publicitaria bajo el lema "El móvil en el bolsillo". En la actualidad (2022), Lütolf está presente, por ejemplo, en la publicidad de Bulgari, Nespresso, Zalando, Coca-Cola, Mini y Giò. En la página web de Zalando, tiene un perfil como creador. Para Coca-Cola, Chiara Castelli y él pusieron la voz en alemán suizo para la campaña publicitaria "It Must Be Real" en 2022.
Lütolf ha fichado por la agencia de modelos danesa Bornmodels y la alemana EastWestModels.